# Franz Xaver Mezler

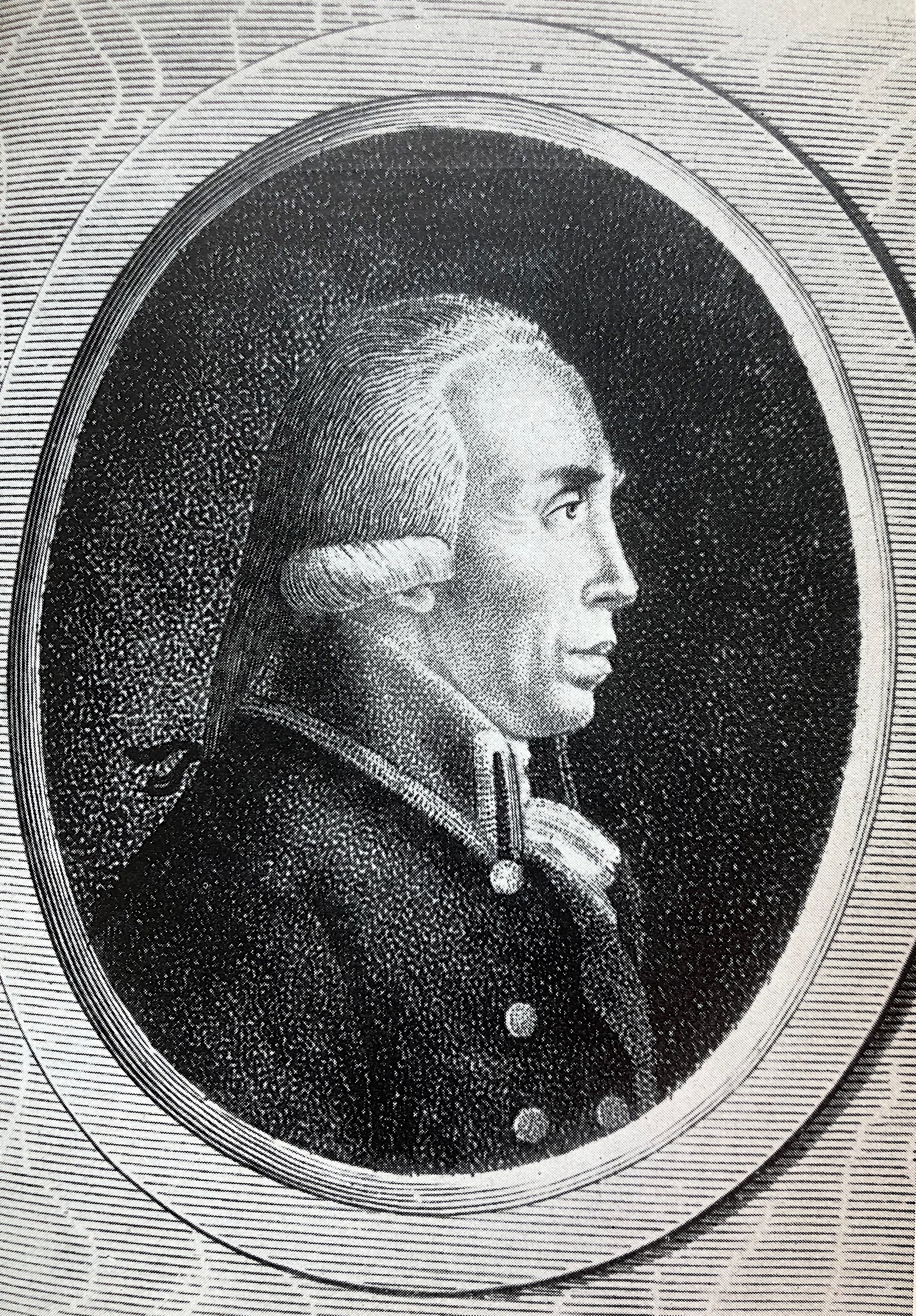
Franz Xaver Mezler

Franz Xaver Mezler (* 3. Dezember 1756 in Krozingen; † 8. Dezember 1812 in Sigmaringen) war ein deutscher Mediziner.

## Leben
Mezler zeigte schon als Kind erstes Interesse an der Natur. So begann er im Kindesalter mit der Anlage eines Herbariums. Er besuchte zunächst die Schule vom Krozingen und wurde am 17. Dezember 1772 am Freiburger Gymnasium Academicum der Jesuiten aufgenommen. Daneben erhielt er durch die Vermittlung seines Vaters Privatunterricht. 1775 immatrikulierte er sich an der Freiburger Universität und studierte Medizin, Chirurgie und Geburtshilfe. Während seines Studiums stand er in freundschaftlichem Kontakt zu seinem Lehrer Matthäus Mederer. 1779 bestand er zunächst Anfang Juni die medizinischen Examina. Am 24. August 1779 verteidigte er die von ihm selbst verfasste Dissertation De Rheumatissimo und wurde am 31. August 1779 zum Dr. med. promoviert. Anschließend unternahm er eine Reise durch die Schweiz, Frankreich und das Rheinland. Nach seiner Rückkehr wurde er Arzt in seiner Heimatstadt.
Mezler kam um 1781 als Hausarzt zu den Grafen von Bissingen nach Schramberg. Dort verblieb er bis 1784, als er zum Arzt der Reichsstädte Gengenbach und Zell am Harmersbach berufen wurde, wobei er sich in Gengenbach niederließ. In dieser Zeit reiste er regelmäßig nach Straßburg, um sich auf dem Feld der Entbindung sowie der pathologischen Anatomie weiterzubilden. Am 6. Dezember 1787 folgte er einem Ruf als Hofrat und Leibarzt an den Hof der Fürsten von Hohenzollern-Sigmaringen. Dort diente er unter Fürst Anton Aloys. In den Jahren 1790 und 1791 war er Mitherausgeber der in Salzburg erschienen Medicinisch-chirurgischen Zeitung, außerdem trat er in dieser Zeit auch als Sanitätsrat des Stift Beuron auf.
Mezler bekam 1791 vom Fürsten den Auftrag die Quellen von Imnau zu untersuchen und empfahl dort eine Kureinrichtung zu errichten. Seinem Plan wurde durch den Fürsten entsprochen und Mezler wurde 1794 als Brunnenarzt mit der medizinischen Leitung des Kurbetriebs betraut. Am 1. April 1807 wurde unter seiner Leitung die Erziehungsanstalt für bürgerliche Mädchen in Habsthal eröffnet. Er bemühte sich in dieser Zeit auch um die Ausbildung der Lehrerinnen für diese Anstalt. Ebenfalls 1807 wurde er zum Geheimen Medizinalrat ernannt und ihm die Leitung des Sanitätswesens im Fürstentum übertragen.
Mezler war mit dem Regensburger Arzt Jacob Christian Gottlieb von Schäffer befreundet und stand in regem Austausch mit ihm.

## Mitgliedschaften
Mezler war korrespondierendes Mitglied der Gesellschaft der Ärzte zu Paris und ab 1791 wirkliches Mitglied der k.k. Josephinischen medizinisch-chirurgischen Akademie sowie Ehrenmitglied der Correspondierenden Gesellschaft der schweizerischen Aerzte und Wundärzte zu Zürich. Außerdem war er am 1. Oktober 1801 Gründungsmitglied der Vaterländischen Gesellschaft der Ärzte und Naturforscher Schwabens. Er wurde an diesem Tag zum ersten Präsidenten der Gesellschaft gewählt und 1803 für weitere zwei Jahre im Amt bestätigt.
Anfang des 19. Jahrhunderts wurde er daneben zum Mitglied der Mineralogischen Gesellschaft zu Jena sowie der Naturforschenden Gesellschaft in Zürich ernannt. Am 20. Mai 1809 wurde er von der Gesellschaft der naturforschenden Freunde zu Berlin zum Mitglied ernannt und ebenfalls 1809 von der Physikalisch-Medizinischen Gesellschaft zu Erlangen zum Ehrenmitglied.
Um 1810 gründete Mezler in Sigmaringen eine Lesegesellschaft.

## Werke (Auswahl)
- Entwurf für das medicinische Studium, Rieger, Augsburg 1785.
- Bedenklichkeiten über die itzige Lage der Heilkunst , Rieger, Augsburg 1785.
- Von der Wassersucht: Nebst einem Anhange über die Ansteckung, Ulm 1787 (gekrönte Preisschrift).
- Versuch einer Geschichte des Aderlasses, Wohler, Ulm 1793.
- Ueber den Einfluß der Heilkunst auf die praktische Theologie, 2 Bände, Wohler, Ulm 1794.
- Vorläufige Nachrichten über den Kurort zu Imnau, Wohler, Ulm 1797.
- Bemerkungen über die Viehpest, Stettin, Ulm 1798.